# Arquidiócesis de Palo
La arquidiócesis de Palo (en latín: Archidioecesis Palensis, en inglés: Roman Catholic Archdiocese of Palo y en samareño: Katoliko Romano nga Arkidiosesis han Palo) es una circunscripción eclesiástica de la Iglesia católica en Filipinas. Se trata de una arquidiócesis latina, sede metropolitana de la provincia eclesiástica de Palo. Desde el 25 de febrero de 2012 su arzobispo es John Forrosuelo Du.

## Territorio y organización
La arquidiócesis tiene 4620 km² y extiende su jurisdicción sobre los fieles católicos de rito latino residentes en la provincia de Leyte de la región de Bisayas Orientales, con la excepción de 4 municipios en la parte norte de la provincia.
La sede de la arquidiócesis se encuentra en la ciudad de Palo, en donde se halla la Catedral de la Transfiguración de Nuestro Señor.
En 2021 en la arquidiócesis existían 84 parroquias.
La arquidiócesis tiene como sufragáneas a las diócesis de: Borongan, Calbayog, Catarmán y Naval.

## Historia
La diócesis de Palo fue erigida el 28 de noviembre de 1937 con la bula Si qua in orbe del papa Pío XI, obteniendo el territorio de la diócesis de Calbayog. Originalmente era sufragánea de la arquidiócesis de Cebú.
El 23 de marzo de 1968 cedió una parte de su territorio para la erección de la diócesis de Maasin mediante la bula Dei Filium adorandum del papa Pablo VI.
El 15 de noviembre de 1982 fue elevada al rango de arquidiócesis metropolitana con la bula Ad fidelium del papa Juan Pablo II.
El 29 de noviembre de 1988 cedió otra porción de su territorio para la erección de la diócesis de Naval mediante la bula Singulari Qui Dei del papa Juan Pablo II.
El paso del tifón Haiyan en noviembre de 2013 destruyó o inutilizó la mayoría de las estructuras principales de la arquidiócesis, incluida la catedral, el palacio arzobispal y los diversos seminarios.

## Estadísticas
Según el Anuario Pontificio 2022 la arquidiócesis tenía a fines de 2021 un total de 1 500 000 fieles bautizados.
| Año                                                                             | Población            | Población | Población      | Sacerdotes | Sacerdotes    | Sacerdotes    | Bautizados por sacerdote | Diáconos permanentes | Religiosos | Religiosos | Parroquias |
| Año                                                                             | Bautizados católicos | Total     | % de católicos | Total      | Clero secular | Clero regular | Bautizados por sacerdote | Diáconos permanentes | Varones    | Mujeres    | Parroquias |
| ------------------------------------------------------------------------------- | -------------------- | --------- | -------------- | ---------- | ------------- | ------------- | ------------------------ | -------------------- | ---------- | ---------- | ---------- |
| 1949                                                                            | 970 890              | 1 000     | 97.1           | 81         | 67            | 14            | 11 986                   |                      | 15         | 41         | 53         |
| 1970                                                                            | 875 135              | 942 738   | 92.8           | 105        | 77            | 28            | 8334                     |                      | 32         | 65         | 46         |
| 1980                                                                            | 973 282              | 1 020 857 | 95.3           | 105        | 79            | 26            | 9269                     |                      | 27         | 78         | 52         |
| 1990                                                                            | 1 690 860            | 1 820 440 | 92.9           | 138        | 121           | 17            | 12 252                   |                      | 19         | 66         | 44         |
| 1999                                                                            | 1 120 505            | 1 186 211 | 94.5           | 137        | 128           | 9             | 8178                     |                      | 9          | 94         | 49         |
| 2000                                                                            | 1 120 505            | 1 186 211 | 94.5           | 137        | 127           | 10            | 8178                     |                      | 11         | 118        | 49         |
| 2001                                                                            | 1 257 977            | 1 572 472 | 80.0           | 128        | 119           | 9             | 9827                     |                      | 10         | 119        | 49         |
| 2002                                                                            | 1 257 977            | 1 572 472 | 80.0           | 133        | 123           | 10            | 9458                     |                      | 11         | 119        | 50         |
| 2003                                                                            | 1 257 977            | 1 572 472 | 80.0           | 142        | 127           | 15            | 8858                     |                      | 17         | 125        | 50         |
| 2004                                                                            | 1 257 977            | 1 572 472 | 80.0           | 144        | 130           | 14            | 8735                     |                      | 15         | 130        | 52         |
| 2013                                                                            | 1 439 000            | 1 863 000 | 77.2           | 163        | 137           | 26            | 8828                     |                      | 36         | 162        | 65         |
| 2016                                                                            | 1 422 219            | 1 567 984 | 90.7           | 190        | 156           | 34            | 7485                     |                      | 55         | 189        | 68         |
| 2019                                                                            | 1 449 300            | 1 583 890 | 91.5           | 189        | 157           | 32            | 7668                     |                      | 42         | 161        | 70         |
| 2021                                                                            | 1 500 000            | 1 563 320 | 95.9           | 177        | 149           | 28            | 8474                     |                      | 36         | 194        | 84         |
| Fuente: Catholic-Hierarchy, que a su vez toma los datos del Anuario Pontificio. |                      |           |                |            |               |               |                          |                      |            |            |            |

## Episcopologio
- Manuel Mascariñas y Morgia † (16 de diciembre de 1937-12 de noviembre de 1951 nombrado obispo de Tagbilaran)
- Lino Rasdesales Gonzaga † (12 de noviembre de 1951-12 de agosto de 1966 nombrado arzobispo de Zamboanga)
- Teotimo Cruel Pacis, C.M. † (18 de noviembre de 1966-23 de mayo de 1969 nombrado obispo de Legazpi)
- Manuel Sandalo Salvador † (21 de octubre de 1969-25 de septiembre de 1972 renunció)
- Cipriano Urgel Villahermosa † (12 de abril de 1973-22 de abril de 1985 falleció)
- Pedro Rosales Dean (12 de octubre de 1985-18 de marzo de 2006 retirado)
- Jose Serofia Palma (18 de marzo de 2006-15 de octubre de 2010 nombrado arzobispo de Cebú)
- John Forrosuelo Du, desde el 25 de febrero de 2012